# Кот-Сен-Люк
Кот-Сен-Люк, фр. Côte Saint-Luc (буквально «склон святого Луки») — город-анклав в составе мегаполиса Большой Монреаль. Со всех сторон окружён районами Монреаля, но административно к нему не относится (за исключением краткого периода 2002—2006 гг.). Известен наличием большой русскоязычной еврейской общины, а также преобладанием англоязычного населения (более 70 %). В целом еврейское население составляет 69,1 % от населения города, делая его вторым (после Хэмпстеда, с 74,2 %) по этому показателю городом Канады.

## География
Наряду с такими населёнными пунктами, как Хэмпстед и Монреаль-Уэст, Кот-Сен-Люк образует анклав внутри города Монреаль. В свою очередь, два небольших фрагмента Кот-Сен-Люк образуют эксклавы между Хэмпстедом и Монреалем. Более крупный из них содержит жилую застройку к северу от Хэмпстеда и торгового центра Декари, тогда как меньший состоит из всего 15 жилых зданий на Макдональд-авеню.

## История
Кот-Сен-Люк был учреждён в 1903 г. и получил статус «сити» вместо «тауна» в 1958 г. Он представляет собой спальный район для средне-среднего класса. Кот-Сен-Люк славится передовым подходом ко многим общественным тенденциям; в частности, именно он был первым в Квебеке муниципалитетом, где было запрещено курение в общественных местах, а также где стали обязательными шлемы для велосипедистов.
В 1920-е гг. город быстро рос, в него из Монреаля переселялись представители крупных иммигрантских общин, в частности, немцев, евреев, шотландцев и британцев. К 1935 г. население достигло 5000 человек. Постепенно промышленные предприятия стали перемещаться к северу от него. В настоящее время существенную помеху развитию Кот-Сен-Люк представляет собой железнодорожная линия, однако городские власти Монреаля перенесли планы сооружения новой дороги как минимум до 2015 года.
С 1 января 2002 г. Кот-Сен-Люк был включён в состав Монреаля, однако после смены правительства Квебека в 2003 г. и муниципального референдума в 2004 г. ему был возвращён статус независимого города с 1 января 2006 г.